# Сулкув (Малопольське воєводство)
Сулкув (пол. Sułków) — село в Польщі, у гміні Величка Велицького повіту Малопольського воєводства.
Населення — 1131 особа (2011).

## Демографія
Демографічна структура станом на 31 березня 2011 року:
|          | Загалом | Допрацездатний вік | Працездатний вік | Постпрацездатний вік |
| -------- | ------- | ------------------ | ---------------- | -------------------- |
| Чоловіки | 562     | 142                | 378              | 42                   |
| Жінки    | 569     | 117                | 351              | 101                  |
| Разом    | 1131    | 259                | 729              | 143                  |